# La Palma (Colombia)
La Palma è un comune della Colombia facente parte del dipartimento di Cundinamarca.
Il centro abitato venne fondato da Antonio de Toledo e Diego Gutierre de Ovalle nel 1561.